# 金元全
金 元全（キム・ウォンジョン、朝鮮語: 김원전、1918年8月20日または1919年8月20日 - 2001年10月22日）は、日本および大韓民国の化学技術者、実業家、政治家。第4代韓国国会議員を務めたほか、特に韓国の製紙業の発展に大きな貢献をした。

## 経歴
日本統治時代の全羅北道全州府出身。全州新興高等普通学校卒。1942年、日本商工省所属東京工業試験所化学技術員養成所修了。その後は軍需省東京工業試験所第5部触媒係電気化学研究社、東京旭電化工業会社尾久工場第一研究所での勤務を経て、東京朝日軽金属会社マグネシウム部主任となり、光復後は北鮮製紙化学工業株式会社群山工場管理人、高麗製紙株式会社社長、世界日報社社長、自由党群山市党委員長、東原炭座開発社長を務めた。1958年の第4代総選挙では民心を収拾しようとする自由党の公認をもらって、群山選挙区から当選した。会社を経営しながら議員生活を送ったが、4・19革命により民主党政権が成立すると会社の資金調達などに支障が来たため、政治家を引退した。その後に成立した軍事政権は金に政界復帰を要請したが、彼は経営に専念しようと言い固辞した。なお、辞退の背景に現役の軍人が政権を掌握する当時の政局を不快に思う可能性もある。